# Pou de Vilartolí
El Pou de Vilartolí és una pou al municipi de Sant Climent Sescebes (Alt Empordà) inclosa a l'Inventari del Patrimoni Arquitectònic de Catalunya.

## Descripció
Situat al nord del veïnat de Vilartolí, localitzat a uns dos quilòmetres al nord de la població de Sant Climent de la que forma part. El pou es localitza al barri de Dalt del veïnat, al marge del trencall que dona accés al nucli des del camí de Requesens.
Es tracta d'un pou de planta circular bastit en pedra sense treballar de diverses mides i fragments de material constructiu, tot lligat amb morter de calç. Presenta dos accessos contraposats per facilitar l'extracció d'aigua. El pou està unit a una feixa mitjançant un petit mur de pedra que li dona estabilitat.

## Història
En règim d'explotació comunal, la seva aigua és aprofitada pels pocs habitants de Vilortolí.